# Puntioplites bulu
Puntioplites bulu är en fiskart som först beskrevs av Bleeker, 1851.  Puntioplites bulu ingår i släktet Puntioplites och familjen karpfiskar. IUCN kategoriserar arten globalt som otillräckligt studerad. Inga underarter finns listade i Catalogue of Life.